# In Guezzam
In Guezzam (en arabe : إن ڨزام) (en Tamazight : ⵉⵏ ⴳⵣⵣⴰⵎ) est une commune de la wilaya d'In Guezzam en Algérie.

## Géographie

In Guezzam se trouve à la frontière avec le Niger.

In Guezzam est situé à l'extrême sud du Sahara algérien, sur la continuation de la Route nationale 1 qui relie Alger à Tamanrasset puis à la frontière avec le Niger située à 15 kilomètres du centre-ville. Plus généralement, la commune est située à 388 km au sud de Tamanrasset et à 1 924 km d'Alger (à vol d'oiseau), à 2 323 km par la route, à 30 km au nord d'Assamaka au Niger, 230 km d'Arlit (Niger) et 470 km d'Agadez (Niger).
| Abalessa      | Tamanrasset                         | Tazrouk                     |
| Tin Zaouatine | In Guezzam                          | Département d'Arlit (Niger) |
| Tin Zaouatine | Département de Tchirozérine (Niger) | Arlit (Niger)               |

## Transport

### Voies de communication et transports
La commune est traversée du nord au sud par la Route nationale 1. 
L'aéroport d'In Guezzam est situé à 600 m à l'ouest de la ville. Un vol par semaine est assuré par Air Algérie depuis Tamanrasset.

## Histoire
In Guezzam, signifiant « source au lézard » en tamachek constitue à la fin du XIXe siècle la frontière entre le territoire algérien et l'Afrique occidentale française. Les Français y construisent un fort et l'endroit devient au XXe siècle une étape caravanière.
Elle est ainsi décrite en 1938 par Madeleine de Lyée de Belleau « En souffrance à In Guezzam Après vingt-sept heures de trajet, nous arrivons à l'étape d'In Guezzam, qui dépend de l'Algérie [...] In Guezzam est un bordj calamiteux, avec un puits d'une eau merveilleuse cependant, qu'ombrage un tamaris ; mais le vent, les mouches et la chaleur empêchent, hélas! de dormir ».
En 1984, la commune d'In Guezzam est créée avec pour localités : In Guezzam, In Azaoua, Laouni, In Ataye, Garet Nous (Tassalit) partie sud, Hassi In Tafouk (partie Est). Elle devient chef-lieu de daïra en 1986, de wilaya déléguée en 2015, puis de wilaya en 2019.

## Démographie
| 1987  | 1998  | 2008  |
| ----- | ----- | ----- |
| 2 189 | 4 907 | 7 045 |

## Éducation et formation
La ville d'In Guezzam dispose de trois écoles primaires publiques (les écoles Saïd-Ouled-Amar-Ali, Krim-Belkacem, et Moussa-Ag-Amestane, ainsi que d'un collège public d'enseignement mixte, le CEM Cheikh-Bouamama. La formation professionnelle est assurée par le collège de formation professionnel In Guezzam.

## Culture et patrimoine
La région est occupée au Néolithique et conserve des peintures rupestres.